# The Saboteur
A The Saboteur névre hallgató játékot 2009-ben adta ki az Electronic Arts, fejlesztette a Pandemic studios.

## Története
A történet nagy része a megszállt Franciaországban, azon belül Párizsban és környékén játszódik 1940 és 1944 között. Sean Devlin, az ír autóversenyző rész vesz az 1940-es németországi grand prix-n ahol a célvonalban egy SS tiszt kilövi a gumiját, amit természetesen nem visel túl jól, ezért csatlakozik az ellenálláshoz. A történet fordulatokban gazdag, bár a dialógusok helyenként igen csak furák, rövidek és néha nevetségesek is. Összesen három, úgynevezett ACT-ban rághatjuk át a sztorit, míg végül a csaló tisztet, aki Dierker névre hallgat, lehajíthatjuk az Eiffel-torony tetejéről.

## Játékmenet
Nos a játékmenet eléggé bővelkedik a kihívásokban, azon kívül hogy vannak főküldetések, amikkel végül is 10-20 óra alatt lehúzzuk a kampányt, viszont aki csak a főágon halad nem ismerheti meg a digitális homokozó előnyeit, ugyanis a térképen egyértelműen rajta vannak a mellékküldetések, ezen kívül Párizs tele van lövegállásokkal, mesterlövész-tornyokkal, propaganda hangszórókkal, amiket kiiktatva csempészáruhoz juthatunk, amit aztán felhasználhatunk fegyverek, dinamitok, gránátok, és szabotázshoz szükséges elemek vásárlásához.
Gyűjthetünk autókat, amiket az ellenállási központoknál a garázsba is küldhetünk (a garagekeeper névre hallgató embernél) és későbbi küldetéseknél választhatunk közülük.
Egy küldetésnél eldönthetjük, vagy hangtompítós fegyverekkel iktatjuk ki az őröket, majd felvéve a ruhájukat "sunyulva" hajtjuk végre az adott feladatot vagy fogjuk a gépfegyvert és belemegyünk az arcukba. Érdemes azonban lopakodni, mivel néhány pálya felépítése inkább lopakodásnak kedvez, valamint a lövöldözéssel magunkat is hátráltatjuk, mivel az őrök riasztják a körzeteket és a végén 4. szintű riasztással a nyakunkban nem könnyű...
A gyilkolászáson kívül ott vannak a versenyzős küldetések, amik néhány óra fegyverropogás után, nyugtatólag hatnak az ember idegeire, ezen kívül Párizs látványosságait is érdemes megtekinteni, mivel ezek teljesen jól le lettek másolva a valódiakról.